# Château de Brignat
Le château de Brignat est un édifice construit vers 1856-1859 en remplacement d'un château plus ancien à Domérat en France.

## Situation
Le château de Brignat et le village du même nom se trouvent à l'est de la commune de Domérat, assez près de la limite avec Montluçon. On accède au château par un chemin partant de la D916 (route de Montluçon à Domérat), au nord de celle-ci. Le château est bordé à l'est par le ravin du ruisseau de Couraud, qui le sépare des lotissements de Villars et du petit aérodrome de Montluçon - Domérat , dans le département de l'Allier en région Auvergne-Rhône-Alpes.

## Description
Le château actuel a l'apparence d'une grande maison de maître à deux niveaux, plus un étage de comble éclairé par de grandes lucarnes de pierre qui s'ouvrent dans le brisis d'une toiture à la Mansart à quatre pans couverts d'ardoises.
La façade présente cinq travées tandis que les petits côtés en comptent quatre. Les deux travées extérieures de la façade s'avancent légèrement déterminant l'emplacement d'un perron central auquel on accède par deux escaliers latéraux.

## Histoire
La terre de Brignat semble avoir appartenu assez longtemps à la famille de Culant jusqu’à la fin du XVIIe siècle ou au début du XVIIIe siècle où en est possesseur noble François de Culant, sieur de Brignat, et demoiselle Marie de Brignat son épouse, demeurant paroisse Notre-Dame en la ville de Montluçon. Leur fille et seule héritière, Françoise de Culant, veuve de Pierre du Cluzier, écuyer, vend par acte passé le 1er novembre 1698 devant Me Thévenin, notaire royal à Montluçon, à Nicolas Berthet, greffier en chef au bureau des traites foraines de Montluçon, moyennant le prix et somme de 1 750 livres «  les bâtiments en ruine et la plupart des vignes en friche ». Il est difficile d’estimer l'étendue de ce bien d'après les termes du contrat.
Le 3 juin 1773, par contrat passé devant maîtres Gervotte et Béraud, notaires en la ville de Montluçon, l’héritière des Berthet, Anne Cornereau, épouse de Pierre Estopy des Vignets, procureur ès-cours à Moulins, vendit moyennant le prix et la somme de vingt mille livres, la terre de Brignat à Jean-Baptiste Guilhomet, marchand-fermier, et à son épouse Anne Frestier. Dans ce contrat, il est dit que le bien acquit comprenait « le lieu domaine, vignoble et réserve  de Brignat avec bestiaux en dépendant, situé paroisse de Domérat, consistant en maison de maître, maison de métayer et vignerons, bâtiments, granges, cuvages, étableries, écuries, jardins, prés, vignes, terres labourables et non labourables, bois, buyssons, pacages communaux, aisances et appartenances, circonstances et dépendances ». Ayant pris possession de Brignat le 12 juin 1773, Jean-Baptiste Guilhomet agrandit son domaine par l’acquisition aux mêmes Estopy des Vignets d’un pré appelé le pré de la Brosse et d'un autre pré, moyennant le prix et la somme de 1 048 livres par contrat passé le 6 octobre 1777 devant Me Vidal, notaire royal à Montluçon.
Au moment de son acquisition, Jean-Baptiste Guilhomet demeurait au château des Fraissinaux, paroisse de Nouhant (Creuse), à 17 ou 18 km de Montluçon, bien que son épouse lui avait apporté. Mais sa famille était venue à Montluçon probablement au cours du XVIIIe siècle de Chantelle ou des environs, où l'on rencontre à cette époque de nombreux membres de la famille, dont plusieurs furent notaires, procureurs ou avocats en parlement. Jean-Baptiste Guilhomet eut de son épouse plusieurs enfants, dont François qui fut élu le 2 juillet 1790 membre du conseil d'administration du district de Montluçon et qui acquit en 1791 le prieuré de Domérat vendu nationalement, et en même temps le pré des Nauds du prieuré de Notre-Dame de Montluçon. Leurs successeurs habitèrent tantôt leur maison de Montluçon, tantôt Brignat et tantôt leur château de Lignerolles.
C'est vers 1856-1859 que le château actuel de Brignat fut construit par Léonce Jean-Baptiste Guilhomet et son épouse, née Marie Moussy, en remplacement de l'ancienne demeure détruite par un incendie, demeure plus petite et située un peu en avant de l'actuelle. Après le décès de sa fille Marie, veuve du comte Arsène d'Horrer décédé en 1923, la propriété fut vendue au XXe siècle par les héritiers, les familles d'Horrer et de Maussion de Candé.

## Le centre aéré de Brignat
La ville de Montluçon l'acquit pour en faire le centre Jean Nègre, un centre aéré pour enfants. Installé sur un domaine de 4 hectares entourant le château et comprenant une ferme pédagogique, il accueille de jeunes enfants de 2 à 5 ans pour la journée ou la demi-journée, ainsi que des classes vertes.